# Rekisaari (ö i Birkaland)
Rekisaari är en ö i Finland. Den ligger i sjön Koljonselkä och i kommunen Orivesi i den ekonomiska regionen Tammerfors och landskapet Birkaland, i den södra delen av landet, 170 km norr om huvudstaden Helsingfors. Öns area är 25,4 hektar och dess största längd är 0,9 kilometer i öst-västlig riktning.